# Barbara Ewing
Barbara Ewing (* 1944) ist eine neuseeländische Schauspielerin und Romanautorin. 

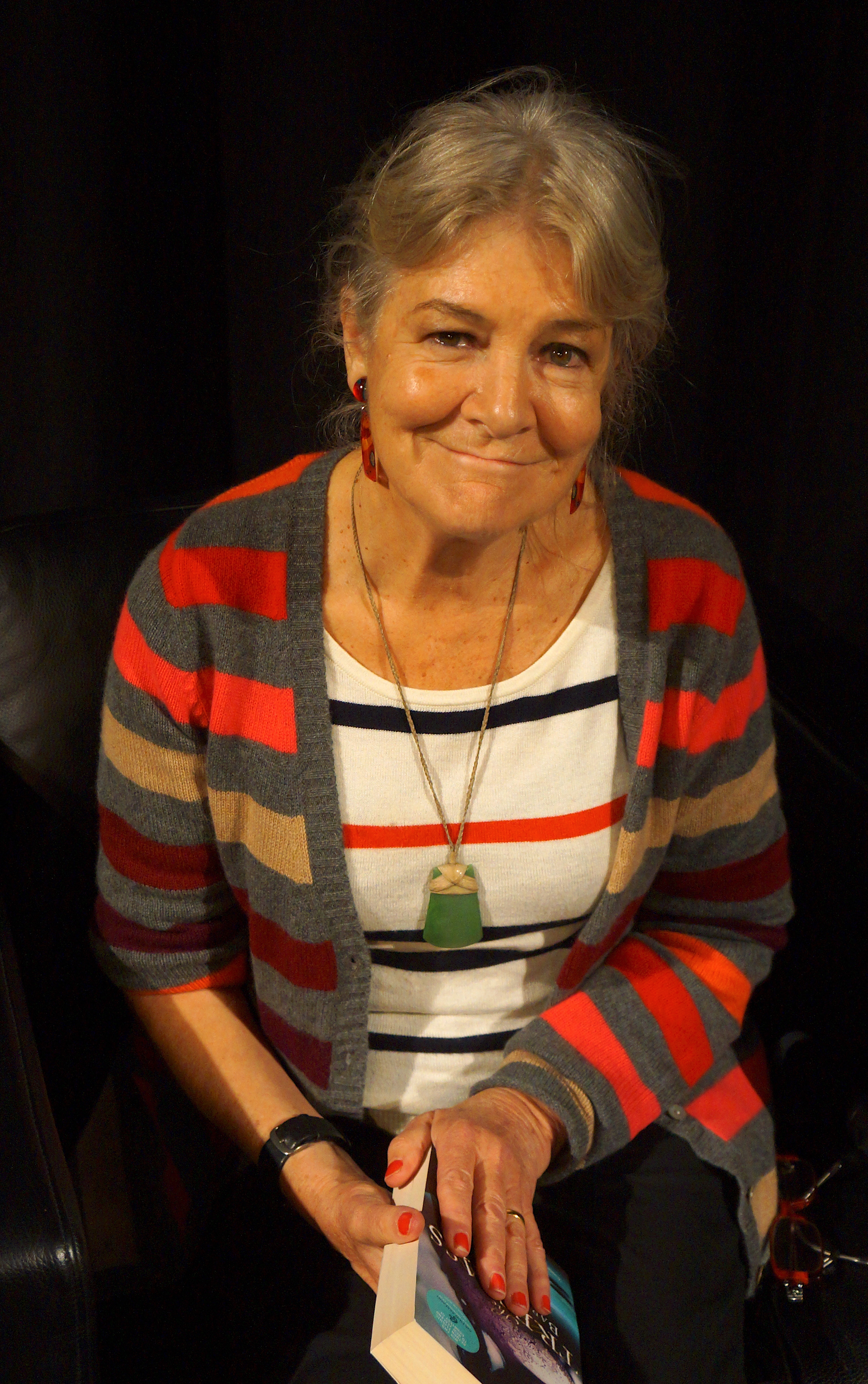
Frankfurter Buchmesse 2012

## Leben
Ewing studierte bis 1965 Schauspiel an der Royal Academy of Dramatic Art (RADA) in London. Ihr Filmdebüt gab sie in dem Gruselfilm Der Foltergarten des Dr. Diabolo (Torture Garden, 1967), einem Film der britischen Firma AMICUS, die spezialisiert war auf unheimliche Episodenfilme. Ewing trat als Dorothy Endicott in ihrer Episode gegen ein eifersüchtiges Klavier (!) an, das verhindern wollte, dass sie als Verlobte eines Pianisten diesen vom Üben abhält. Der Regisseur des Films Freddie Francis muss so angetan gewesen sei, dass er ihr die Rolle der leichtlebigen Barmädchens Zena in seinem nächsten Film Draculas Rückkehr (Dracula Has Risen from the Grave. 1968) an der Seite von Christopher Lee gab. Tatsächlich stach Barbara Ewing in diesem Fließbandprodukt der berühmten Firma Hammer Films als Einzige mit ihrer energiegeladenen Darbietung hervor. Im Kino bemerkte man sie dann höchstens noch in Die Nadel (Eye of the Needle, 1981) in einer kurzen Nebenrolle. Als Zimmerwirtin Mrs. Garden ist sie die Erste, die entdeckt, dass ihr unscheinbarer Untermieter (Donald Sutherland) ein deutscher Spion ist … und die Erste im Film, die sein tödliches dünnes Stilett, die „Nadel“ spürt. 
Im Fernsehen hatte sie in der Comedy-Serie Brass eine durchgehende Rolle als Agnes Fairchild zwischen 1982 und 1984. In den TV-Adaptionen der Ruth Rendell-Krimis trat sie ebenfalls auf. 
Außerdem verfasst Barbara Ewing Romane. Im englischsprachigen Raum erschienen zwischen 1978 und 2007 Strangers, The Actresses, A Dangerous Vine, The Trespass, Rosetta und The Mesmerist.

## Filmografie (Auswahl)
- 1967: Der Foltergarten des Dr. Diabolo (Torture Garden)
- 1968: Draculas Rückkehr (Dracula Has Risen from the Grave)
- 1970: Die Abrechnung (The Reckonning)
- 1978: Die Füchse (The Sweeney; Fernsehserie, 1 Folge)
- 1979: S.O.S. Titanic
- 1981: Die Nadel (Eye of the Needle)
- 1989: Der Fluch der Wale (When the Wales came)
- 1992–1997: The Bill (Fernsehserie, 4 Folgen)
- 1993–2007: Casualty (Fernsehserie, 3 Folgen)
- 2000: EastEnders (Fernsehserie, 2 Folgen)